# Magic Mike XXXL: A Hardcore Parody
Magic Mike XXXL: A Hardcore Parody ist eine US-amerikanische Porno-Parodie auf den Film Magic Mike XXL mit Derrick Pierce in der Hauptrolle. Der Film wurde am 7. Juli 2015 veröffentlicht.

## Handlung
Der Film ist an die Handlung von Magic Mike und Magic Mike XXL angelehnt.

## Nominierungen und Auszeichnungen
- 2016: XBIZ Award - Parody Release of the Year (Nominierung)
- 2016: XBIZ Award  - Best Scene - Parody Release, Katrina Jade, Rob Piper, Tony Martinez, Derrick Pierce, Jessica Drake (Nominierung)
- 2016: XBIZ Award - Best Supporting Actor, Ryan McLane (Nominierung)
- 2016: XBIZ Award - Best Actor - Parody Release, Jessica Drake (Nominierung)
- 2016: XBIZ Award - Director of the Year - Parody, Brad Armstrong (Nominierung)

- 2016: XRCO Award - Best Parody (Drama)
- 2016: XRCO Award - Best Actor (Derrick Pierce)

## Wissenswertes
- Der Film wurde am gleichen Tag wie das Original veröffentlicht.
- Der Film erhielt Mainstream-Medienberichterstattung auf Cosmopolitan.com, Uproxx.com and TheFrisky.com.